# Phêrô Nguyễn Văn Viên
Phêrô Nguyễn Văn Viên (sinh 1965) là một giám mục người Việt Nam thuộc Giáo hội Công giáo Rôma. Ông hiện đảm nhận vai trò giám mục phụ tá của Giáo phận Vinh và Chủ tịch Ủy ban Giới trẻ – Thiếu Nhi trực thuộc Hội đồng Giám mục Việt Nam nhiệm kỳ 2022 – 2025 Ông cũng từng đảm nhận vai trò Chủ tịch Ủy ban Giới trẻ - Thiếu Nhi trong ba nhiệm kỳ trước đó là 2013 – 2016, 2016 – 2019 và 2019 – 2022. Khẩu hiệu Giám mục của ông là "Thầy ban cho anh em bình an của Thầy" (Ga 14,27).
Giám mục Nguyễn Văn Viên sinh tại Quảng Bình. Sau khi hoàn tất chương trình đại học cũng như thi hành nghĩa vụ quân sự, ông nhập học tại Đại chủng viện Vinh Thanh năm 1993 và thụ phong linh mục sáu năm sau đó vào tháng 10 năm 1999. Sau khi trở thành linh mục, linh mục Viên được cử đi du học tại Úc và tốt nghiệp Tiến sĩ Thần học, cùng ba văn bằng Thạc sĩ khác.
Trở về Việt Nam sau chín năm du học ngoại quốc, linh mục Viên được chọn làm giáo sư và Phó Giám đốc Đại chủng viện Vinh Thanh. Từ năm 2010, ông là linh mục Tổng Đại diện của Giáo phận Vinh. Năm 2013, Tòa Thánh bổ nhiệm linh mục Nguyễn Văn Viên làm giám mục phụ tá và lễ tấn phong cử hành tháng 6 cùng năm. Ngoài trách nhiệm tại giáo phận Vinh, ông từng đảm nhận vai trò giám quản Tông Tòa giáo phận Hưng Hóa từ năm 2020 đến năm 2022.

## Thân thế, tu tập và linh mục
Giám mục Phêrô Nguyễn Văn Viên sinh ngày 8 tháng 1 năm 1965 tại Hướng Phương, nay thuộc xã Quảng Phương, huyện Quảng Trạch, tỉnh Quảng Bình, thuộc Giáo phận Hà Tĩnh. Năm 1984, sau khi học xong tiểu học và trung học, ông nhập ngũ, thi hành nghĩa vụ quân sự. Năm 1987, ông xuất ngũ và theo học tại Đại học Nông lâm Huế và năm 1992 tốt nghiệp Cử nhân Khoa học Kinh tế.
Năm 1993, ông gia nhập Đại chủng viện Vinh Thanh, được thụ phong linh mục ngày 3 tháng 10 năm 1999. Từ năm 2000 đến năm 2009, ông theo học tại Học viện Công giáo ở Sydney (Úc), tốt nghiệp Tiến sĩ Thần học và 3 văn bằng Thạc sĩ. Thời gian này, ông cũng làm việc mục vụ cho cộng đoàn Việt Nam tại Sydney Australia.
Năm 2009, linh mục Nguyễn Văn Viên về nước và được bổ nhiệm làm Giáo sư Tín lý và Phó Giám đốc Đại Chủng viện Vinh Thanh. Ngày 20 tháng 11 năm 2010, Tân Giám mục chính tòa Giáo phận Vinh Phaolô Nguyễn Thái Hợp quyết định linh mục Nguyễn Văn Viên làm linh mục Tổng Đại diện Giáo phận Vinh và ông đã giữ chức vụ này đến tháng năm 2013.

## Giám mục

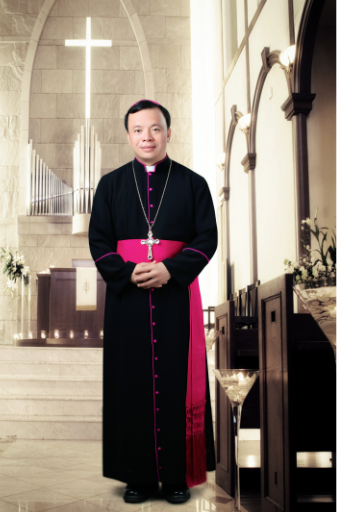
Chân dung Giám mục Viên, ảnh khoảng (2013-2015)

### Bổ nhiệm
Ngày 15 tháng 6 năm 2013, Văn phòng Tòa Thánh loan tin Giáo hoàng Phanxicô bổ nhiệm linh mục Phêrô Nguyễn Văn Viên, hiện là linh mục Tổng đại diện Giáo phận Vinh làm Giám mục Phụ tá giáo phận này, với tước vị giám mục hiệu tòa Megalopoli di Proconsolare. Tân giám mục chọn khẩu hiệu: "Thầy Ban Cho Anh Em Bình An Của Thầy".
Trước khi được tấn phong giám mục, giám mục Tân cử Phêrô đã có cuộc phỏng vấn, trong một câu hỏi về tính hiệp nhất của các giáo phận qua câu nói của ông:"tiếng nói chung của các giáo phận trong những vấn đề dân sự cần xuất hiện với tần suất cao hơn". Ông chia sẻ sâu rộng hơn về câu nói này:
Một mặt, Giáo hội không đồng hóa mình với bất cứ thể chế chính trị, xã hội, hay phe nhóm nào. Mặt khác, Giáo hội không thể bất động trước những bất cập, bất công, bất bình đẳng gây nên bởi các thể chế chính trị, xã hội hay phe nhóm... Tiếng nói chung của các giáo phận trong việc làm giảm thiểu các tiêu cực trong xã hội dân sự, đồng thời, làm tăng thêm sự nhận thức về việc xây dựng một xã hội tốt đẹp hơn luôn là cần thiết.

### Huy hiệu – Khẩu hiệu giám mục
Giám mục Nguyễn Văn Viên đã chọn khẩu hiệu giám mục cho mình là "Thầy ban cho anh em bình an của Thầy".
Ông chia sẻ ý nghĩa câu Kinh thánh mình chọn:
 Câu đầy đủ của Ga 14,27 là "Thầy để lại bình an cho anh em, Thầy ban cho anh em bình an của Thầy. Thầy ban cho anh em không theo kiểu thế gian. Anh em đừng xao xuyến cũng đừng sợ hãi." Bình an mà Đức Giêsu Kitô ban cho các môn đệ xưa cũng như những ai tin tưởng và thực thi giáo huấn của Người qua dòng thế kỷ không phải là thứ bình an chóng qua tạm bợ mà thế gian có thể ban tặng, nhưng là sự bình an đích thực nhất. Bình an mà Đức Giêsu Kitô ban tặng là chính Người chứ không phải là thứ gì đó bên ngoài Người. Nhờ sự chết và phục sinh của Đức Giêsu Kitô, toàn thể nhân loại và vũ trụ được đổi mới theo lộ trình tình yêu và bình an của Thiên Chúa.
Giám mục Viên cũng không quên giải nghĩa hình ảnh mà ông chọn trên huy hiệu của mình:
Biểu tượng huy hiệu mà tôi chọn là con thuyền chồng chềnh trên sóng biển và con chim bồ câu ngậm cành Ô-liu. Biểu tượng này gợi lên trong chúng ta con thuyền của gia đình Nô-ê và con chim bồ câu ngậm cành Ô-liu báo hiệu lũ lụt chấm dứt trong Sách Sáng Thế. Biểu tượng này cũng gợi lên trong chúng ta con thuyền của gia đình Giáo hội và con chim bồ câu ngậm cành Ô-liu, biểu tượng Chúa Thánh Thần, Đấng tiếp tục công trình của Đức Giêsu Kitô. Sự bình an của Giáo hội được định dạng theo sự bình an Hoàng Tử Bình An. Sự bình an viên mãn của Giáo hội chỉ có thể đạt được khi Thiên Chúa qui tụ muôn loài muôn vật 'dưới quyền một thủ lãnh là Đức Kitô', Hoàng Tử Bình An, trong trời mới đất mới.

### Tấn phong
Tháng 8 năm 2013, giáo phận Vinh đã cho đăng tải thiệp mời giáo dân đến dự lễ Tấn phong cho Tân giám mục.
Ngày 4 tháng 9 năm 2013, đại lễ tấn phong Giám mục cho Tân giám mục Phụ tá diễn ra tại Quảng trường tòa Giám mục Xã Đoài (Giáo phận Vinh) với Giám mục chủ phong là Giám mục Phaolô Nguyễn Thái Hợp – Giám mục chính tòa Giáo phận Vinh, hai giám mục phụ phong là Giám mục Michael Mckena Giám mục chính tòa Giáo phận Bathurst (Australia) và Giám mục Giuse Nguyễn Năng Giám mục chính tòa Giáo phận Phát Diệm Tham dự có đầy đủ các giám mục Việt Nam đương nhiệm, và ước tính số người tham dự thánh lễ này lên đến 15.000 người. Chính quyền tỉnh Nghệ An nhận xét lễ Tấn phong cho Tân giám mục tuy đông đảo giáo dân tham dự, nhưng vẫn giữ được trật tự, giữ được tính trang nghiêm của Thánh lễ. Ngày 15 tháng 9, Ban tôn giáo tỉnh Nghệ An cũng đã đến chúc mừng Tân giám mục, đồng thời nhắn nhủ vị tân chức:chúc tân Giám mục luôn mạnh khỏe, trên cương vị mới tiếp tục động viên các linh mục, tu sĩ và đồng bào giáo dân trong giáo phận nói chung và tỉnh Quảng Bình nói riêng sống "tốt đời, đẹp đạo" theo phương châm "kính Chúa, yêu nước" của người Công giáo Việt Nam, quan tâm hướng dẫn, động viên các vị linh mục và bà con giáo dân tham gia có hiệu quả các phong trào thi đua yêu nước, các cuộc vận động do các cấp chính quyền tỉnh Quảng Bình phát động.

### Mục vụ

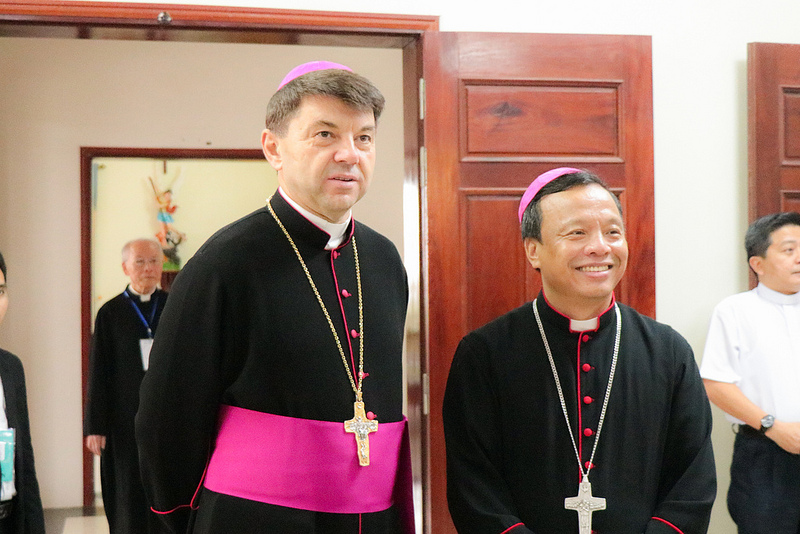
Giám mục Nguyễn Văn Viên (phải) và Tổng giám mục Marek Zalewski trong ngày Thiết lập Giáo phận Hà Tĩnh

Ngày 5 tháng 12 năm 2014, Giám mục Viên cùng một số linh mục giáo phận Vinh đã thăm và tham dự lễ truyền chức linh mục tại Hạt Đại diện Tông tòa Savannakhet, Lào. Đây là một giáo phận non trẻ, đầy thiếu thốn về cả vật chất lẫn nhân sự, vì vậy lễ phong chức linh mục ở đây như một đại lễ. Thánh lễ phong chức linh mục diễn ra vào hôm sau, với sự đồng tế của các giám mục trong nước Lào và giám mục Nguyễn Văn Viên, cùng đông đảo các linh mục mang nhiều quốc tịch khác nhau.
Giám mục Nguyễn Văn Viên cũng giống như các giám mục chính tòa của Giáo phận Vinh như Phaolô Maria Cao Đình Thuyên và Phaolô Nguyễn Thái Hợp, cũng có thái độ không mấy đồng tình với một số việc làm của với chính quyền. Tháng 10 năm 2015, giáo dân giáo xứ Đông Yên chặn một nhóm người mặc thường phục, đi biển số xanh đòi bắt người. Sau khi chính quyền bắt anh Nguyễn Xuân Toàn, bị giáo dân phản ứng, nên đã nhờ can thiệp từ phía các chức sắc Công giáo. Thay mặt Giám mục Nguyễn Thái Hợp đi vắng, giám mục Nguyễn Văn Viên đã nêu ra ý kiến của mình:việc bắt giữ Anh Toàn là trái với pháp luật, anh Toàn là người đã bảo vệ lẽ phải. Do vậy việc này nhà cầm quyền phải nói chuyện với người dân.
Trong kì họp Đại hội Hội đồng Giám mục Việt Nam XIII tại Trung tâm mục vụ Tổng giáo phận Thành phố Hồ Chí Minh từ ngày 3 đến 7 tháng 10 năm 2016, các Giám mục đã chọn Giám mục Phêrô Nguyễn Văn Viên làm Chủ tịch Ủy ban Mục vụ Giới trẻ và Thiếu nhi trực thuộc Hội đồng Giám mục nhiệm kì 2016 – 2019. Ngày 17 tháng 11 năm 2016, trong khuôn khổ Đại hội Giới trẻ Giáo tỉnh Hà Nội lần thứ XIV được tổ chức tại Giáo phận Vinh, giám mục Nguyễn Văn Viên đã có bài phát biểu với toàn bộ những bạn trẻ tham dự một vấn đề gây nhức nhối tại giáo phận này, đó là vấn đề môi trường, ông cũng để cập sâu rộng đến vấn đề Formosa xả thải ra biển miền Trung.
Trong kì họp Hội nghị thường niên lần I năm 2017 của Hội đồng Giám mục Việt Nam, các Giám mục từ các Giáo phận trên khắp Việt Nam đã thống nhất Giám mục Phêrô Văn Viên và Giám mục Phêrô Nguyễn Văn Khảm, Giám mục chính tòa Giáo phận Mỹ Tho đi dự Thượng Hội đồng Giám mục thế giới năm 2018, Giám mục dự khuyết là Giuse Vũ Văn Thiên, Giám mục chính tòa Giáo phận Hải Phòng.
Các giám mục Việt Nam từ 27 giáo phận họp Đại hội XIV Hội đồng Giám mục Việt Nam tại trung tâm Mục vụ Giáo phận Hải Phòng vào cuối tháng 9 và đầu tháng 10 năm 2019. Trong khuôn khổ đại hội, các giám mục đã sắp xếp và bầu chọn nhân sự trong hội đồng. Kết quả, các giám mục tiếp tục chọn Giám mục Nguyễn Văn Viên đảm trách vai trò Chủ tịch Ủy ban Giới Trẻ - Thiếu Nhi trực thuộc Hội đồng Giám mục trong nhiệm kỳ 2019 – 2022.
Ngày 29 tháng 8 năm 2020, Tòa Thánh chấp thuận đơn từ nhiệm của Giám mục Gioan Maria Vũ Tất và đồng thời bổ nhiệm Giám mục Nguyễn Văn Viên kiêm nhiệm thêm vai trò Giám quản Tông Tòa Giáo phận Hưng Hóa. Lễ nhậm chức Giám quản tổ chức ngày 8 tháng 9 năm 2020 tại Nhà thờ chính tòa Sơn Lộc, giáo phận Hưng Hóa. Trong thời gian làm giám quản tại Hưng Hóa, giám mục Nguyễn Văn Viên khánh thành Tòa giám mục Hưng Hóa mới, xây dựng Trung tâm Mục vụ, xin được tám linh mục từ giáo phận Vinh đến truyền giáo cho giáo phận Hưng Hóa và mua được nhiều đất đai cho giáo phận.
Ngày 18 tháng 12 năm 2021, Tòa Thánh bổ nhiệm linh mục Đại diện Giám quản Đa Minh Hoàng Minh Tiến làm giám mục chính tòa Hưng Hóa và giám mục Viên giữ vai trò giám quản đến khi giám mục tân cử nhậm chức. Lễ truyền chức cho tân giám mục Tiến cử hành ngày 14 tháng 2 năm 2022 tại Nhà thờ chính tòa Hưng Hóa. Nguyên giám quản Nguyễn Văn Viên cử hành lễ tạ ơn kết thúc vai trò giám quản vào ngày 15 tháng 2, tại nhà nguyện Tòa giám mục Hưng Hóa. Ông chính thức trở về giáo phận Vinh.
Các giám mục Việt Nam từ 27 giáo phận họp Đại hội XV Hội đồng Giám mục Việt Nam tại trung tâm Mục vụ Tổng giáo phận Hà Nội vào đầu tháng 10 năm 2022. Trong khuôn khổ đại hội, các giám mục đã sắp xếp và bầu chọn nhân sự trong hội đồng. Kết quả, các giám mục tiếp tục chọn Giám mục Nguyễn Văn Viên đảm trách vai trò Chủ tịch Ủy ban Giới trẻ - Thiếu nhi trực thuộc Hội đồng Giám mục trong nhiệm kỳ 2022 – 2025.

## Tông truyền
Giám mục Phêrô Nguyễn Văn Viên được tấn phong giám mục năm 2013, thời Giáo hoàng Phanxicô, bởi:
- Giám mục Chủ phong: Giám mục chính tòa Giáo phận Vinh Phaolô Nguyễn Thái Hợp.
- Hai giám mục Phụ phong: Giám mục Giuse Nguyễn Năng, giám mục chính tòa Giáo phận Phát Diệm và Giám mục Michael Joseph McKenna, giám mục chính tòa Giáo phận Bathurst (Australia).

Giám mục Phêrô Nguyễn Văn Viên là Giám mục phụ phong Giám mục cho:
- Năm 2022, Giám mục Đa Minh Hoàng Minh Tiến, hiện là Giám mục chính tòa Giáo phận Hưng Hóa.